# Гара-Рошієшть
Гара-Рошієшть, Гара-Рошієшті (рум. Gara Roșiești) — село у повіті Васлуй в Румунії. Входить до складу комуни Рошієшть.
Село розташоване на відстані 259 км на північний схід від Бухареста, 24 км на південь від Васлуя, 82 км на південь від Ясс, 112 км на північ від Галаца.

## Населення
За даними перепису населення 2002 року у селі проживали 415 осіб, усі — румуни. Усі жителі села рідною мовою назвали румунську.